# Ци Байши (кратер)
Ци Байши (лат. Qi Baishi) — ударный кратер на Меркурии. Диаметр — 15 км, координаты центра — 4°17′ ю. ш. 164°28′ в. д. / 4,28° ю. ш. 164,46° в. д..
Кратер окружён выбросами, образующими систему ярких лучей. Эта система не имеет радиальной симметрии: лучи расходятся в основном на север и на юг. Следовательно, астероид, удар которого образовал кратер, летел на восток или на запад под очень малым углом к горизонту (однако не настолько малым, чтобы кратер стал вытянутым, как близкий кратер Овнатанян). Судя по хорошей сохранности лучевой системы, эти кратеры образовались относительно недавно.
Кратер был открыт на снимках, полученных космическим аппаратом «Мессенджер» 14 января 2008 года (во время первого пролёта около Меркурия). Он назван в честь известного китайского художника Ци Байши (кит. 齊白石, 1864—1957). 20 ноября 2008 года это название было утверждено Международным астрономическим союзом.